# Nestinarstvo
Anastenarija (starogrško Αναστενάρια, bolgarsko Нестинарство, latinizirano: Nestinarstvo) je tradicionalni obred bosonoge hoje po žerjavici z ekstatičnim plesom, ki se izvaja v nekaterih vaseh v severni Grčiji in južni Bolgariji. Skupnosti, ki praznujejo ta ritual, izvirajo iz beguncev, ki so v Grčijo prišli iz Vzhodne Trakije po balkanskih vojnah 1911–12 in po izmenjavi prebivalstva med Grčijo in Turčijo leta 1923.
Nestinarstvo, ki so ga prej praznovali v približno tridesetih bližnjih bolgarskih in grških vaseh, danes ostaja v Bolgariju, v vasi s samo sto prebivalci. Med obredom se v vasi gnete na tisoče ljudi, med njimi v zadnjih letih veliko Grkov, ki se pridružijo obredu.

## Obred
Bolgarske in grške vasi izvajajo edinstven letni obredni cikel, ki se začne 21. maja in konča vsako leto 23. maja. Osrednji osebi izročila sta sveti Konstantin in sveta Helena, vendar vsi pomembni dnevi v tem ciklu sovpadajo s pomembnimi dnevi v grškem pravoslavnem koledarju in so povezani z različnimi krščanskimi svetniki. Dva glavna dogodka v tem ciklu sta dva velika festivala, januarski in še posebej majski, posvečena tema dvema svetnikoma. Obred se izvaja za zagotavljanje dobrega počutja in rodovitnosti vasi.
Vsak od festivalov traja 3 dni in vključuje različne procesije, glasbo in ples ter žrtvovanje živali. Festival se zaključi z obredom hoje po žerjavici, kjer udeleženci, ki nosijo ikone svetnikov Konstantina in Helene, ure in ure ekstatično plešejo, preden vstopijo na žerjavico in se bosi sprehajajo po žarečem rdečem oglju, nepoškodovani.
Vsaka skupnost nestinarstva ima posebno svetišče, znano kot konaki, kjer so postavljene njihove svete ikone, pa tudi »simboli« svetnikov (semadia), votivne daritve in rdeče krpe, pritrjene na ikone. Tu se na predvečer svetnikov, 20. maja, zberejo, da zaplešejo ob glasbi traške lire in bobna. Čez nekaj časa verjamejo, da jih lahko zagrabi sveti Konstantin in padejo v trans. Zjutraj se opravijo posvečeni in obredni obredi in procesija s svetimi ikonami, ki predstavljata oba svetnika, odpotuje izven vasi do izvira s sveto vodo, ob spremljavi bobna in gajde. Pri izviru vsem prisotnim delijo sveto vodo in sveče za dobro zdravje. Pravila o naravi živali, ki jih je treba ubiti in žrtvovati, so natančna, vendar se razlikujejo od vasi do vasi. 
Festival doseže vrhunec v večernem ognjenem plesu kot najvišji obliki čaščenja svetnikov. Ljudje v tišini tvorijo krog okoli goreče žerjavice, ki jo vodi sveti boben, in Nestinari, ki so duhovni in fizični voditelji, prek katerih svetniki izražajo svojo voljo, začnejo vstopati v krog in teptati po žerjavici.
Obred se izvaja tudi januarja, v času praznika svetega Atanazija, hoja po žerjavici pa se izvaja v zaprtih prostorih.

## Izvor
Po nekaterih mitih je običaj nastal v srednjem veku, ko je zagorela cerkev svetega Konstantina v njihovem prvotnem domu v Kostiju, zdaj v Bolgariji, iz notranjosti pa so se slišali glasovi svetnikov, ki so klicali na pomoč. Vaščani, ki so se borili proti ognju, da bi jih rešili, so bili nepoškodovani, varovali so jih svetniki. Drugi etnografi pa so trdili, da je nestinarstvo ostanek starodavnih običajev Dionizovega kulta.
V Bolgariji je bila pravica do izvajanja obreda dedna in je glavnega nestinarja nasledil le njegov sin ali hči in to šele, ko je bil prestar ali bolan, da bi lahko nadaljeval. Hiša glavnega nestinarja je bila sveta, saj je bila v njej stolnina (столнина) – majhna kapelica, v kateri so bile urejene ikone več svetnikov, pa tudi sveti boben, ki so ga uporabljali posebej za obred in naj bi ozdravil bobnarja, če je bolan.

## Turizem
V 20. stoletju se je ritual komercializiral in ga za turiste v obmorskih krajih bolgarske obale Črnega morja izvajajo ljudje, ki nimajo veliko opraviti s prvotno tradicijo. Rituali so v bolj pristni obliki preživeli v petih vaseh severne Grčije: Ayia Eleni, Langadas, Meliki, Mavrolefke in Kerkini; in v šestih bolgarskih vaseh v gorovju Strandzha: Balgari, Gramatikovo, Slivarovo, Kondolovo, Kosti in Brodilovo.

## Dediščina
Leta 2009 je bil obred vpisan na Unescov seznam nesnovne kulturne dediščine in na nacionalni reprezentativni seznam nesnovne kulturne dediščine Živi človeški zakladi – Bolgarija na vlogo Pokrajinskega zgodovinskega muzeja Burgas.
Nestinari Nunataki na otoku Livingston na južnih Shetlandskih otokih na Antarktiki so poimenovani po bolgarskem folklornem ritualu Nestinari.